# Pithomyces valparadisiacus
Pithomyces valparadisiacus är en svampart som först beskrevs av Speg., och fick sitt nu gällande namn av P.M. Kirk 1983. Pithomyces valparadisiacus ingår i släktet Pithomyces och familjen Pleosporaceae.   Inga underarter finns listade i Catalogue of Life.